# 津守滋
津守 滋（つもり しげる、1939年6月5日 - 2021年9月29日）は、日本の外交官。クウェート駐箚特命全権大使、ミャンマー駐箚特命全権大使を歴任した。

## 経歴・人物
1939年（昭和14年）大阪府泉大津市出身。弁護士を志し、大阪大学法学部中退後、1962年京都大学法学部を卒業し、法務省入国管理局に入る。1964年旧司法試験及び外交官試験に合格し、1965年外務省に入省。入省後は当時の西ドイツにあるチュービンゲン大学に留学。
外務省経済局国際機関第二課長（1981年4月）、後藤田正晴内閣官房長官秘書官（1982年11月）、アジア局地域政策課長（1984年1月）、駐ソ連大使館参事官（1984年7月）、OECD（経済協力開発機構）代表部参事官（1986年11月）、駐ミュンヘン総領事（1988年10月）、駐独公使（1990年3月）、欧亜局審議官（1992年1月）、駐ベルリン総領事（1994年8月）を経て、クウェート駐箚特命全権大使（1998年2月～2000年4月）、ミャンマー駐箚特命全権大使（2000年4月～2002年7月）を務めた。
ソ連大使館総括参事官在任中の1986年にチェルノブイリ原子力発電所事故が起こり、ソ連在留邦人の保護に当たった。
外務省在職中の1996年4月から1998年2月まで母校の大阪大学で同大大学院国際公共政策研究科教授として教鞭をとり、退官後も立命館アジア太平洋大学、東洋英和女学院大学、桐蔭横浜大学で客員教授として国際政治学を教えた
2018年春の叙勲で瑞宝中綬章を受章。
2021年（令和3年）9月29日に死去、享年82歳。叙正四位。

## 同期
- 加藤良三（駐米大使・外務審議官・総合外交政策局長・アジア局長・プロ野球コミッショナー）
- 折田正樹（駐英大使・北米局長・条約局長）
- 茂田宏（テロ対策担当大使・駐イスラエル大使）
- 田中克之（駐メキシコ大使・中南米局長）
- 木谷隆（駐ペルー大使）
- 小西正樹（駐マレーシア大使・国連大使）
- 佐藤裕美（駐コートジボワール大使）
- 佐々木高久（駐ナイジェリア大使）
- 朝海和夫（欧州連合大使・国際社会協力部長）
- 河村武和（欧州連合大使・儀典長）
- 内田富夫（00年駐スウェーデン大使・95年駐シリア大使）
- 松井啓（01年駐ナイジェリア大使・98年駐ブルガリア大使・93年初代駐カザフスタン大使）
- 竹中繁雄（03年査察担当大使・99年駐トルコ大使・97年法務省入国管理局長・93年駐バングラデシュ大使）

## 著作

### 単著
- 『バルカンを行く　民族問題を考える』（サイマル出版会，1995年）
- 『後藤田正晴の遺訓　国と国民を思い続けた官房長官』（武田ランダムハウスジャパン， 2007年）

- 『ミャンマーの黎明　国際関係と内発的変革の現代史』（彩流社，2014年）

### 編著
- 『地球が舞台―国際NGO最前線からの活動報告』（勁草書房，2002年）

### 翻訳
- 『ロケット開発収容所　ドイツ人科学者のソ連抑留記録』（サイマル出版会，1996年）
- 『ジハード戦士真実の顔　パキスタン発＝国際テロネットワークの内側』（作品社，2008年）
- 『モスクワ攻防戦　20世紀を決した史上最大の戦闘』（作品社，2010年）